# Heidi Zimmermann
Heidi Zimmermann (ur. 1 maja 1946 w Zürs) – austriacka narciarka alpejska, dwukrotna medalistka mistrzostw świata. 

## Kariera
W zawodach Pucharu Świata zadebiutowała 7 stycznia 1967 roku w Oberstaufen, zajmując 10. miejsce w slalomie. Tym samym już w debiucie zdobyła pierwsze pucharowe punkty. Nigdy nie stanęła na podium zawodów tego cyklu. W klasyfikacji generalnej sezonu 1966/1967 zajęła 15. miejsce. 
Wystartowała na mistrzostwach świata w Portillo w 1966 roku, gdzie wywalczyła dwa medale. Najpierw zajęła drugie miejsce w gigancie, rozdzielając dwie Francuzki: Marielle Goitschel i Florence Steurer. Następnie zdobyła brązowy medal w kombinacji, plasując się za Marielle Goitschel i kolejną Francuzką - Annie Famose. Na tej samej imprezie zajęła również dziewiąte miejsce w zjeździe i osiemnaste w slalomie. Były to jej jedyne starty na mistrzostwach świata. Nigdy nie wystąpiła na igrzyskach olimpijskich.

## Osiągnięcia

### Mistrzostwa świata
| Miejsce | Dzień       | Rok  | Miejscowość | Konkurencja | Czas biegu | Strata     | Zwyciężczyni       |
| ------- | ----------- | ---- | ----------- | ----------- | ---------- | ---------- | ------------------ |
| 18.     | 5 sierpnia  | 1966 | Portillo    | Slalom      | 1:30,48    | +5,88      | Annie Famose       |
| 9.      | 8 sierpnia  | 1966 | Portillo    | Zjazd       | 1:33,42    | +2,69      | Marielle Goitschel |
| 2.      | 11 sierpnia | 1966 | Portillo    | Gigant      | 1:22,64    | +1,17      | Marielle Goitschel |
| 3.      | 11 sierpnia | 1966 | Portillo    | Kombinacja  | 8,76 pkt   | +54,15 pkt | Marielle Goitschel |

### Puchar Świata

#### Miejsca w klasyfikacji generalnej
- sezon 1966/1967: 15.[6]
- sezon 1968/1969: 20.

#### Miejsca na podium
Zimmermann nigdy nie stanęła na podium zawodów PŚ.